# Орлов, Андрей Борисович
Андрей Борисович Орлов (1962—1999) — майор Вооружённых Сил Российской Федерации, участник второй чеченской войны, Герой Российской Федерации (1999).

## Биография
Андрей Орлов родился 6 июня 1962 года в Махачкале.
Проходил обучение в Витебском авиационном центре ДОСААФ, затем в Саратовском высшем военном авиационном училище лётчиков. С 1985 года Орлов служил на различных лётных должностях в Ленинградском военном округе, с 1993 года — в Северо-Кавказском округе Внутренних войск МВД РФ. С июля 1999 года участвовал в выполнении специального задания в составе временной оперативной группировки войск на территории Северного Кавказа.
11 августа 1999 года Орлов вместе с экипажем осуществлял доставку командного состава группировки на вертолёте «Ми-8» с бортовым номером 114. В состав экипажа, помимо Орлова, командовавшего вертолётом, входили борттехник старший лейтенант Михаил Юрин и правый лётчик Андрей Анощенков. На борту в качестве пассажиров находились генерал-лейтенант Виктор Якунов, генерал-лейтенант Виктор Кузнецов, генерал-майор внутренней службы Виктор Ракитин, два офицера ФАПСИ со специальной аппаратурой и два солдата сопровождения из отряда спецназа «Росич». В 15:43 при заходе на посадку у дагестанского населённого пункта Ботлих вертолёт был подбит управляемой ракетой. Орлов, несмотря на тяжёлую контузию и многочисленные ожоги, вместе со своим экипажем сумел посадить вертолёт и отвести на безопасное расстояние пассажиров. 15 августа 1999 года от полученных ожогов Орлов скончался в больнице в Махачкале.
Похоронен в Ростове-на-Дону, где жил и служил в последнее время.

## Награды
Указом Президента Российской Федерации № 1115 от 26 августа 1999 года за «мужество и самоотверженные действия, проявленные при выполнении специального задания» майор Андрей Орлов посмертной был удостоен высокого звания Героя Российской Федерации.

## Память
- Именем Героя названа улица в микрорайоне Ватан г. Махачкала.
- Также именем Орлова названа средняя общеобразовательная школа № 24 Ростова-на-Дону.[3]
- Поисково-спасательный катер на подводных крыльях проекта АКС172 Росгвардии.